# Добраніч, Пунпуне
«Добраніч, Пунпуне» (яп. おやすみプンプン, оясумі пунпун, англ. Goodnight Punpun) — манґа Ініо Асано, що видавалася видавництвом Shogakukan у журналах Weekly Young Sunday та Big Comic Spirits з 2007 до 2013 року. Сюжет манґи розповідає про життя звичайного хлопця на ім'я Пунпун. Події починаються з часу навчання Пунпуна в молодшій школі та охоплюють період до його становлення дорослою людиною. Поступово з дорослішанням у житті Пунпуна відбуваються різноманітні події та з'являються люди, які змінюють його. Манґа отримала позитивні відгуки критиків.

## Сюжет
11-річний Пунпун Пун'яма живе досить пересічним для свого віку життям — мешкає з батьками у звичайному будинку, відвідує початкову школу, має декількох друзів зі свого класу, проявляє інтерес щодо незнайомих речей. Він вірить в існування «Бога» (що постає в реалістичному образі усміхненого чоловіка), який з'являється й спілкується з ним час від часу. Сам Пунпун зображений як абстрактна істота, схожа на птаха.  Одного дня до класу Пун'ями переводиться дівчинка Айко Танака, яка відразу викликає інтерес Пунпуна. Знайомство та розмови з нею надихають хлопця, а після розповіді Танаки про глобальне потепління та необхідність колонізації інших планет він навіть вирішує, що стане космонавтом. Та невдовзі спокійне життя Пунпуна переривають проблеми в його родині — батько хлопця б'є матір, відправляючи її до лікарні, а сам потрапляє на певний час за ґрати. Пунпун залишається жити зі своїм дядьком Юйчі. Згодом хлопець стає свідком, як матір Танаки, залучивши дівчинку, займається продажем начебто чудодійної води. Пунпун дає засмученій Айко обіцянку вирушити разом з нею до її дядька в Каґошіму. Втім, Пунпун потрапляє в ситуацію, у якій він неспроможний виконати дану Айко обіцянку — у день відправлення хлопець не приїжджає на місце зустрічі, а натомість змушений поїхати до матері в лікарню, яка здійснила спробу самогубства. Через це Айко припиняє з ним спілкуватися. Згодом матір хлопця повертається з лікарні, його батьки розлучаються і матір Пунпуна та Пунпун змінюють прізвище на Онодера.
У середній школі Пунпун знову зустрічає Айко, проте дізнається, що та зустрічається з Такао Яґучі, старшим на рік спортивним хлопцем. Онодера та Яґучі укладають угоду — якщо Яґучі виграє майбутній матч у турнірі з бадмінтону проти Комацу, друга Пунпуна, то Айко залишиться з Такао, у протилежному разі — з Пунпуном. Попри чималі зусилля, через травму Яґучі програє матч. Втім, результат самого матчу не має значення для Танаки — під час поєдинку Яґучі та Комацу вона зустрічає Пунпуна і зізнається, що хоче зустрічатися з ним. Проте коли вона просить хлопця виконати дану їй колись обіцянку вирушити з нею в Каґошіму, той відмовляється. Пунпун та Айко знову на кілька років розлучаються.
Наступні кілька років Онодера присвячує наполегливому навчанню та вступає до гарної старшої школи. У старшій школі в нього вже не залишається колишніх друзів, втім, він знаходить спільну мову з диваком Мімурою та проявляє інтерес до протилежної статі. Помирає матір Пунпуна, проте навіть тоді хлопець не відчуває до неї любові. Хлопець намагається зайнятися пошуками Танаки, проте ніде не може її знайти. Невдовзі він знайомиться з манґакою Сачі Нанджьо, з якою певний час співпрацює над створенням манґи як автор сценарію й з якою згодом починає зустрічатися. У Пунпуна з'являється кілька знайомих та перспектива знайти роботу в ріелторському бізнесі. Втім, через рік під час рецензії манґи Нанджьо та Онодери редактор відхиляє роботу через незадоволення її сюжетом, зокрема його критика спрямована на депресивний характер головного героя створеної роботи. Пунпун припиняє спілкуватися із Сачі, яка тепер починає працювати над іншою манґою самостійно.
Пунпун незадоволений своїм життям, яке, як йому здається, ніяк не змінилося в кращу сторону, і навіть хоче ухвалити рішення про відмову від свого справжнього імені та особистості, коли несподівано він зустрічає Айко. Возз'єднавшись, вони обоє зізнаються, що вже тривалий час шукали один одного. Танака розповідає, що змушена працювати на заводі за низьку зарплатню та доглядати за начебто немічною матір'ю, яка знущається з неї. Пунпун та Айко вирішують почати нове життя разом і поїхати з міста, тому спочатку їдуть до матері Танаки, щоб сповістити ту про їхнє рішення. Під час розмови розлючена матір Танаки накидається з ножем на Айко, ранячи дівчину, але Пунпун у відповідь душить на смерть жінку. Усвідомивши, що було скоєно, пара вирішує позбутися тіла та покинути місто. Невдовзі поліція знаходить тіло й починає розшукувати Танаку. Тим часом Сачі починає займатися пошуками Онодери. Пунпун та Айко впадають у відчай, депресивний та суїцидальний настрій, переїжджають з місця на місце, згодом мандруючи все більш безлюдними місцями — полишеними будинками, пляжем, лісом, звалищем. Одного дня Пунпун, прокинувшись, виявляє Айко повішеною. Вважаючи, що він уже втратив усе у своєму житті, хлопець повертається назад у рідне місто, на покинутий завод, на даху якого він разом з Танакою в дитинстві споглядали зорі. Тут він «убиває» «Бога», виколюючи собі ліве око, після чого за збігом обставин його знаходить Сачі.
Проходить рік. Пунпун, чий випробувальний період за вбивство матері Айко завершився і який знайшов відносний спокій, має нормальну роботу й живе досить звичайним життям, у компанії його друзів випадково зустрічає Шюнтаро, друг раннього дитинства, який після нетривалої розмови з ним робить висновок, що вони вже стали зовсім незнайомими людьми.

## Персонажі

### Головні герої
Пунпун Пун'яма (яп. プン山 プンプン, Пун'яма Пунпун) → Пунпун Онодера (яп. 小野寺 プンプン, Онодера Пунпун)
Головний герой. Як і більшість інших родичів Пунпуна (матір, батько, дядько Юйчі, племінник Соара), здебільшого зображений як нечітко намальована пташка, хоча інколи, залежно від настрою, приймає й інші форми. Його обличчя як людини ніколи не фігурує в манзі повністю. У моменти збентеження чи депресії він за допомогою заклику, якого навчив його дядько, викликає «Бога», у якого просить поради. У дитинстві був безневинним, тихим та наївним. Подорослішавши, став цинічним, депресивним, мав сильний сексуальний потяг та суїцидальні думки. Після вбивства матері Айко стає байдужим, жорстоким та агресивним.
Айко Танака (яп. 田中 愛子, Танака Аіко)
Подруга дитинства Пунпуна, з якою він вперше зустрівся в початковій школі. Сильно вплинула на становлення головного героя, стала головним його коханням. Хотіла поїхати разом із Пунпуном з міста до її дядька в Каґошіму. Живе без батька, а її матір принижує її та б'є. Згодом стає дівчиною Пунпуна. У дитинстві постає як відкрита та дружелюбна, проте іншим вона згодом стала видаватися досить дивною. Подорослішавши, стає більш засмученою.

### Родина Пунпуна
Пунпунмама Пун'яма (яп. プン山プンプンママ, Пун'яма Пунпунмама) → Пунпунмама Онодера (яп. 小野寺プンプンママ, Онодера Пунпунмама)
Матір Пунпуна. Намагається бути сильною та незалежною, проте мало дбає про свого сина. Страждає від депресії та перепаду настрою. Після розлучення неодноразово змінювала коханців.
Пунпунпапа Пун'яма (яп. プン山プンプンパパ, Пун'яма Пунпунпапа)
Батько Пунпуна. Випиває, любить бейсбол.
Юйчі Онодера (яп. 小野寺雄一, Онодера Ю:ічі)
Дядько Пунпуна по матері, близько 30 років. Фрітер. Страждає від депресії. Доглядав за Пунпуном та після розлучення батьків того жив разом з ним та своєю сестрою. Мав поганий досвід стосунків зі школяркою, яка насправді маніпулювала ним, тому став з недовірою ставитися до жінок. Пізніше все ж познайомився з Мідорі, з якою зрештою одружився і в них народився син Соара.
Мідорі Окума (яп. 大隈 翠, О:кума Мідорі) → Мідорі Онодера (яп. 小野寺 翠, Онодера Мідорі)
Спочатку з'являється як медсестра, яка доглядала за матір'ю Пунпуна в лікарні. Дбайлива та добра. Під час навчання Пунпуна в середній школі намагалася піклуватися про їхню родину. Пізніше стає дівчиною Юйчі і відкриває власне кафе. Згодом виходить заміж за Юйчі. Наприкінці історії у них народжується син Соара.

### Початкова школи
Масумі Секі (яп. 関 真澄, Секі Масумі)
Друг дитинства Пунпуна та найближчий приятель Шімідзу. Цинічний та байдужий, проте дбає про Шімідзу.
Ко Шімідзу (яп. 清水 コー, Шімідзу Ко:)
Друг дитинства Пунпуна. Має сильну уяву, яка залишалася в нього навіть коли він подорослішав. Завдяки ній переконаний в існуванні різноманітних персонажів, які ніхто інший не бачить. Матір Шімідзу померла, коли він ще ходив у початкову школу, проте хлопець продовжив вести себе так, наче цього не відбулося, — він бачить махаючу руку матері, коли йде з дому, і чує її голос. Повністю покладається на Секі. Згодом приєднується до культу Пегаса. Після того, як члени культу намагаються вчинити масове самогубство і його рятує Секі, втрачає пам'ять про свого найближчого друга.
Комацу (яп. 小松)
Друг дитинства Пунпуна із початкової та середньої школи. Мав вроджений талант до гри в бадмінтон.
Шюнтаро Харумі (яп. 晴見俊太郎, Харумі Шюнтаро:)
Друг дитинства Пунпуна, з яким вони ходили в одну початкову школу. Переїхав з батьками у дитинстві і з тих пір вони не спілкувалися. Став вчителем і живе звичайним життям.
Морі (яп. 森)
Вчитель Пунпуна в початковій школі. Зазвичай яскраво посміхається та намагається жартувати, проте буває досить нервовим.

### Середня школа
Хіромі Нумата (яп. 沼田裕美, Нумата Хіромі)
Переведена дівчина у середній школі Пунпуна. Має звичку тримати перед собою руки у напівзігнутому стані. Пізніше приєдналася до культу Пегаса.
Такао Яґучі (яп. 矢口先輩, Яґучі Такао)
Старший на рік учень середньої школи Пунпуна. Член шкільної команди та тренер секції з бадмінтону, яку відвідував Пунпун. Зустрічався з Айко після того, як та і Пунпун порвали. Дружелюбний та дуже наполегливий, попри травму, намагався докласти усіх зусиль, щоб виграти в Комацу. Після поразки в матчі розлучається з Айку.

### Старша школа
Сецуюкі Мімура (яп. 三村 雪之進, Мімура Сецуюкі)
Друг Пунпуна в старшій школі. Дивакуватий.
Адзуса Каніе (яп. 蟹江 梓, Каніе Адзуса)
Знайома Пунпуна в старшій школі, з якою він ходив на побачення. Сестра Міюкі. Добра, не стала негативно ставитися до Пунпуна, попри те, що він образив її на побаченні.

### Інші
Сачі Нанджьо (яп. 南条幸, Нанджьо: Сачі)
Манґака, подруга Пунпуна. Намагається бути сильною, дбає про Пунпуна. Згодом стала його дівчиною та близьким другом. У минулому була незадоволена своєю зовнішністю і зробила декілька пластичних операцій.
Міюкі Каніе (яп. 蟹江美雪, Каніе Міюкі)
Старша сестра Адзуси та подруга Сачі. Попри те, що вони із Нанджьо часто сваряться, вони дуже дбають одна про одну.
Хейроку Шішідо (яп. 宍戸平六, Шішідо Хейроку)
Ріелтор похилого віку та знайомий Сачі. Орендодавець Пунпуна, згодом його друг. Добродушний, намагався допомогти Онодері з роботою.
Міцуко Танака (яп. 田中 光子, Танака Міцуко)
Матір Айко. Член культу. Жорстока стосовно своєї дочки. Згодом отримує травму, через яку начебто не може ходити, через що Айко змушена доглядати за нею. Втім, зрештою, з'ясовується, що вона ймовірно лише притворялася покаліченою.
Ґесумі Хебіцука (яп. 蛇塚ゲス美, Хебіцука Ґесумі)
Дівчина Мімури. Як і Мімура, дивакувата.
Тошікі Хошікава (яп. 星川俊樹, Хошікава Тошікі) / «Пегас» (яп. ペガサス, Пеґасасу)
Лідер культу. Вірить, що несе людству спасіння. Помер наприкінці історії, скоївши самопідпал.
Вада (яп. 和田)
Вчитель математики, найвпливовіша особа в культі Пегаса. Знайомий з Пегасом з коледжу. Наполегливо намагався привернути увагу Сачі, що згодом вилилося в те, що Вада почав певний час переслідувати її. Стояв за проведенням культом масового самогубства.
Юґамі (яп. 湯上)
Юрист, єдиний друг Юйчі. Допомагав матері Пунпуна з проведенням розлучення. Пізніше намагався сподобатися Мідорі, проте після того, як вона стала дівчиною Юйчі, стосунки між колишніми друзями були назавжди зруйновані.
Місудзу Шішідо (яп. 宍戸みすず, Шішідо Місудзу)
Дочка Хейроку. Сувора, докоряє батькові за його довірливість.
«Бог» (яп. 神, Камі)
Цинічна та саркастична істота, яка інколи спілкується з Пунпуном. Викликається останнім за допомогою заклику «Шановний пане Бог, шановний пане Бог, тінкл хой» (яп. 神様神様チンクルホイ, Камі-сама камі-сама чінкуру хоі), якого навчив його дядько, хоча інколи з'являється сам у моменти збентеження чи депресії. Постає як фотографічне зображення усміхненої голови із зачіскою афро.

## Історія створення
Асано оголосив про манґу через рік після завершення «Соланіна». Надихнутий її успіхом, Асано сказав, що він більше не буде створювати «історії, які викликають хороші почуття». Незважаючи на початковий опір з боку його редактора та видавця, він все ж вирішив продовжити роботу над манґою. Токі Комуро, головний редактор журналу Monthly Sunday Gene-X, який є прихильником Асано, сказав, що єдиною причиною, чому Асано вдалося серіалізувати манґу, було його хороша репутація, зароблена завдяки його попереднім роботам.
—Асано Ініо
Коли він спочатку планував історію, Асано хотів описати розвиток Пунпуна, який охоплював би десять років, протягом семи томів. Перша частина повинна була бути романтичною історією, а друга — коли Пунпун і Айко тікають, повинна була бути схожа на дорожній фільм. Манґа розрослася до тринадцяти томів, оскільки Асано захотів більше зосередитися на ілюстраціях і тому, що в багатьох персонажів розвинулися власні побічні історії. Асано навмисно підкреслював елементи першої частини, такі як її безтурботність, щоб збільшити шок від другої частини. З кожним темним поворотом продажі манґи знижувалися, про що Асано шкодував, бо його читачі відчужувалися. Коли отримував критику, він сприймав своїх читачів як ворогів, що призводило до різкої реакції і ще більшого негативного відгуку від публіки. Манґа також слугувала виходом для сумнівів і страхів Асано, таких як страх, що він може бути як жертвою, так і винуватцем вбивства.
При створенні дизайну Пунпуна Асано хотів знайти баланс між тим, щоб не зробити свого головного героя занадто привабливим або занадто потворним, і вирішив дозволити читачам самостійно уявляти його обличчя. Асано спочатку планував зображувати всіх персонажів, як родину Пунпуна, але його редактору не сподобалася ця ідея. Асано використовував фотографії та комп'ютерну графіку для створення фонів. Фони на вулиці створювалися шляхом фотографування, перетворення цих зображень на чорно-білі, а потім їх друкували, щоб його помічники могли малювати контури та об'єкти на них. Інтер'єри створювалися в програмному забезпеченні для 3D-моделювання, що дозволяло захоплювати ракурси, які неможливо зробити камерами. Коли його запитали, чому він приділяє таку велику увагу фону, Асано відповів, що це дозволяє малюнкам мати більший вплив, особливо оскільки персонажі, як Пунпун, позбавлені динамізму. Пізніше Асано пошкодував, що обробляв свої зображення за допомогою цифрових технологій, оскільки відчув, що таким чином псує свою пензлеву роботу.

## Тематика
Пунпун та його родина здебільшого зображений як пташки, водночас інші персонажі намальовані звичайними людьми. Проте інколи Пунпун набуває іншої форми, зокрема зображується з роками бика, які натякають на уособлення головним героєм зірки Альтаїр, в японській традиції — Хікобоші, пастушиної зірки, що є відсиланням до літньо-осіннього трикутника, у якому Айко є Вегою (Оріхіме), а Сачі є Денебом. Малючи Пунпуна у формі чотиригранника, найпростішого з многогранників, автор намагався в такий спосіб втілити головного героя в найпростішій можливій формі.
Асано описує молодого Пунпуна як фундаменталіста, що згодом призводить до його жалю та неприязні до невизначеності. Асано також приписує ці характеристики іншим персонажам: «Головні герої історії завжди залишаються дітьми в тому сенсі, що їхня чистота призводить до того, що вони зазнають невдач і стають соціальними невдахами». Наприкінці манґи Асано спочатку збирався зробити так, щоб Пунпун загинув, рятуючи дитину свого друга, але йому здалося, що це був би занадто «чистий» фінал. Він продовжив тему того, що для Пунпуна все йде не так, як треба, залишивши його живим і позбавивши Пунпуна самотності після смерті Айко, з'єднавши його з Сачі. В останньому розділі досвід Пунпуна протиставляється досвіду його друга дитинства Харумі, щоб показати Пунпуна з точки зору нормальної людини. Харумі бачить Пунпуна в оточенні друзів, але в реальності для нього нічого не склалося, що ще більше підкреслює тему невдач.
Що стосується жанрів, то Асано не любив, коли манґу називали уцуманґою (депресивною манґою) або сюрреалістичною, що, на його думку, обмежувало її в певних рамках. Оскільки манґа публікувалася в сейнен-журналі, Асано створював її для читачів, які могли б прийняти аморальність, а не сприймати головного героя як зразок для наслідування.

## Вихід
Манґа виходила у журналі Weekly Young Sunday видавництва Shogakukan з 2007 року. З жовтня 2008 року після припинення випуску Weekly Young Sunday манґа почала виходити в журналі Big Comic Spirits того ж видавництва і випускалася в ньому до 2 листопада 2013. Перший том манґи у форматі танкобону вийшов 3 серпня 2007 року, а останній, 13 том, опублікований 27 грудня 2013 року.
За межами Японії манґа публікувалася компаніями Viz Media (англійською), Dargaud (французькою), Kana (французькою), Editorial Ivréa (іспанською, в Аргентині), Norma Editorial (іспанською, в Іспанії), Panini Comics (італійською), Tokyopop Germany (німецькою) та JBC (португальською).
У червні 2024 року в Києві на фестивалі FANCON UA, видавництво «Наша ідея» анонсувала адаптацію манґи українською мовою, що вийде восени. Восени того ж року, видавництво анонсувало вихід серії та відкрило передпродаж першого тому.

### Список томів
| №  | Дата виходу       | ISBN               |
| -- | ----------------- | ------------------ |
| 1  | 3 серпня 2007     | ISBN 9784091512185 |
| 2  | 28 грудня 2007    | ISBN 9784091512598 |
| 3  | 5 червня 2008     | ISBN 9784091513335 |
| 4  | 30 січня 2009     | ISBN 9784091514134 |
| 5  | 30 червня 2009    | ISBN 9784091514301 |
| 6  | 26 грудня 2009    | ISBN 9784091514790 |
| 7  | 30 вересня 2010   | ISBN 9784091514998 |
| 8  | 26 лютого 2011    | ISBN 9784091515100 |
| 9  | 28 жовтня 2011    | ISBN 9784091515292 |
| 10 | 27 квітня 2012    | ISBN 9784091515377 |
| 11 | 30 листопада 2012 | ISBN 9784091515438 |
| 12 | 28 червня 2013    | ISBN 9784091515490 |
| 13 | 27 грудня 2013    | ISBN 9784091515551 |

## Сприйняття
У 2013 році манґа потрапила до переліку рекомендованих журі робіт на 13-му щорічному фестивалі Japan Media Arts Festival, що проводиться Управлінням культури Японії. У березні 2013 року в перший тиждень свого виходу у Північній Америці 1-й том Oyasumi Punpun посів перше місце за тижневими продажами манґи. У 2017 році роботу номіновано на Премію Айснера у категорії «Best U.S. Edition of International Material—Asia».